# Grande Colunata de Palmira

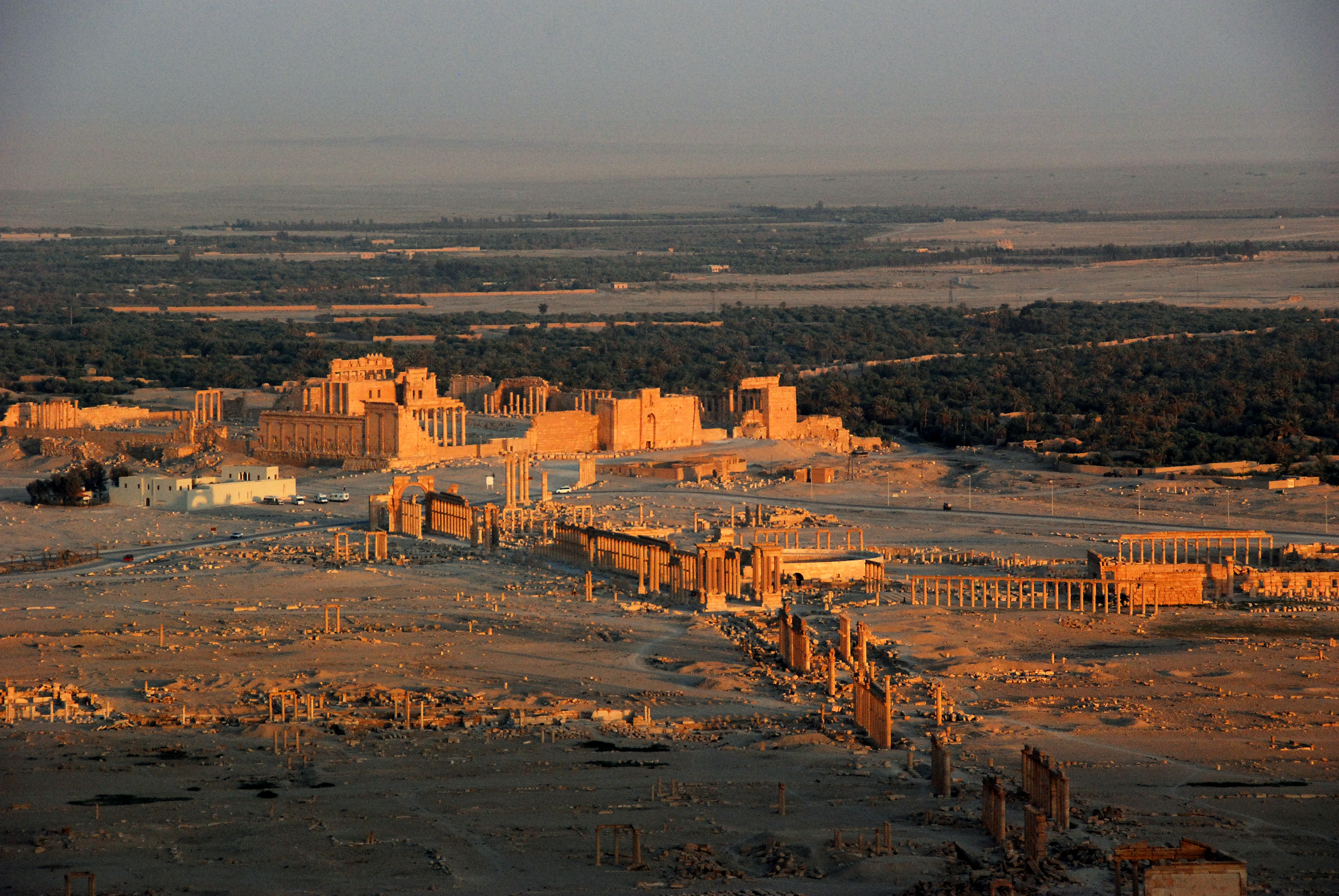
Vista panorâmica das ruínasde Palmira com a Grande Colunata em primeiro plano

Grande Colunata de Palmira é a principal rua da antiga cidade de Palmira, atualmente um importante sítio arqueológico no centro da Síria classificado com Património Mundial pela UNESCO. A colunata foi construída em várias fases durante os séculos II e III d.C. e estende-se por aproximadamente 1 200 metros. Ligava o Templo de Bel, o principal centro religioso da cidade, situado no extremo sudeste, à Porta Ocidental e ao Templo Funerário, na parte noroeste da cidade. Em julho de 2015, a área encontrava-se sob o controlo do Estado Islâmico do Iraque e do Levante.

## Decrição

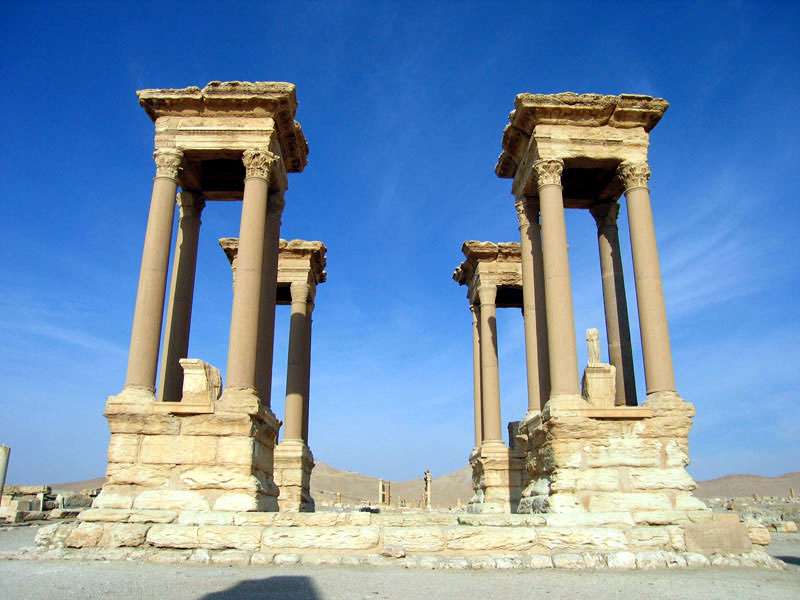
O Grande Tetrápilo, que liga as secções ocidental e central da colunata; parcialmente destruída em 2017, supostamente pelo Estado Islâmico.

A colunata é constituída por três secções que foram construídas separadamente. A secção ocidental é a mais antiga e começava na Porta Ocidental, junto ao Templo Funerário. A secção oriental estendia-se desde o Arco Monumental, no centro da cidade, até à entrada do Templo de Bel. A secção do meio foi a última a ser construída, ligando as outras duas colunatas até então separadas. Juntava-se à secção ocidental no Grande Tetrápilo e à secção oriental no Arco Monumental.
Secção ocidental
Foi a primeira parte a ser construída, antes de 158 d.C., segundo se deduz por inscrições encontradas em algumas das colunas. A rua corria a direito na direcção noroeste-sudeste por mais de 500 metros, o que faz do tramo ocidental o maior dos três. A largura da Grande Colunata era 11,7 m, e 7 metros para os passeios. O extremo ocidental, a Porta Ocidental, foi construída no final do século II. Esta parte da rua cruzava-se em  ângulo reto com a Colunata Transversal, que ia até à Porta de Damasco, na parte sul da cidade.
Secção oriental

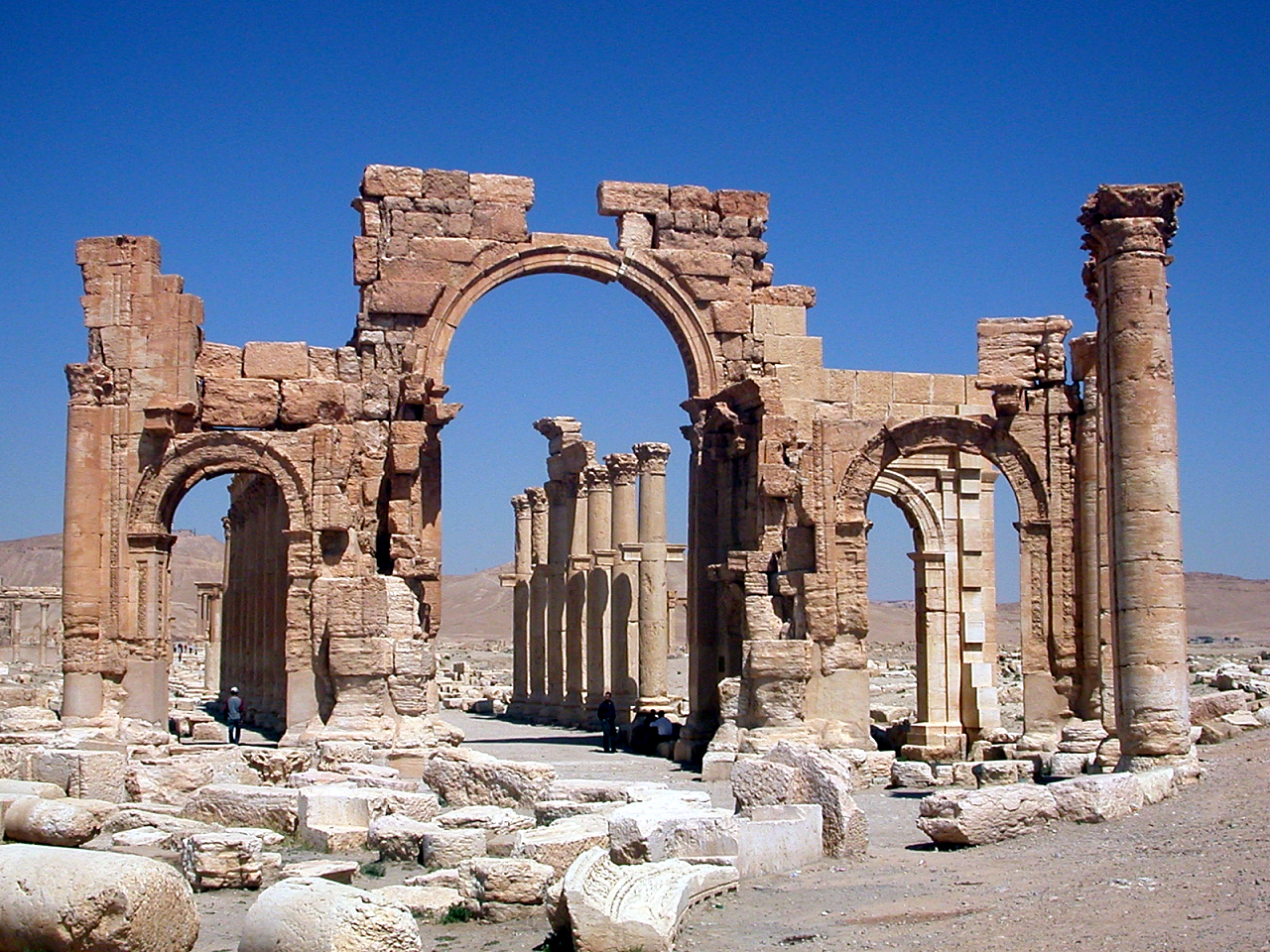
O Arco Monumental, que liga as secções oriental e central

Esta parte da rua começava ia desde o Arco Monumental até ao propileu do Templo de Bel, seguindo uma direção noroeste-sudeste. As obras desta parte da colunata começaram depois da conclusão do propileu em 175 d.C. e continuaram até ao início do século III. É a secção mais larga da Grande Colunata, tendo uma  largura uniforme de 22,7 m na avenida principal e 6,7 m nos passeios. Uma das esquinas do temenos do Templo de Nabu foi demolido para que a colunata pudesse seguir a direito e a ligação com a secção que conduz ao Templo de Bel fosse mais larga. Mais atrde foi construído um ninfeu na secção oriental, entre os templos de Bel e de Nabu.

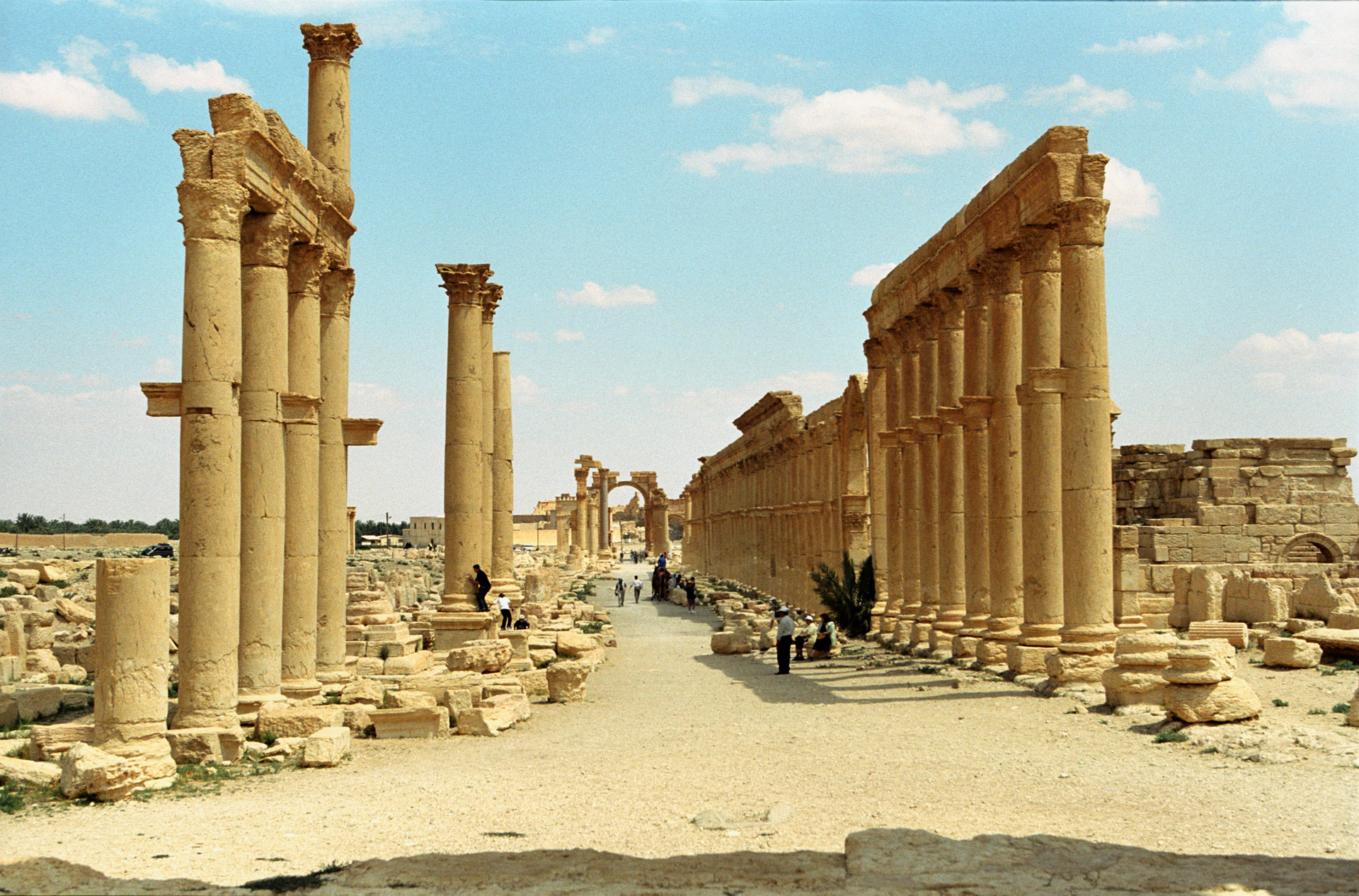
Secção central
Esta parte da colunata está orientada de leste para oeste e foi construída para ligar as duas colunatas anteriores. As obras começaram junto ao Arco Monumental, onde terminava a colunata oriental, em data incerta no início do século III. A secção ia até ao Grande Tetrápilo, onde ligava com a colunata ocidental numa praça oval. Esta secção central da colunata foi também incorporada no pórtico das termas. Esta secção tornou-se a mais importante devido aos edifícios públicos que se concentraram junto a ela, como o cesareu (templo do culto imperial romano), o teatro, as termas e o Templo de Nabu. A larhura da rua principal varia entre os 14 metros na parte mais larga, perto do tetrápilo, e os 10 metros junto ao Arco Monumental. A largura dos passeios também varia entre os 6,3–7 m no passeio norte e 6,8–8,95 m no passeio sul.

## Arquitetura e significado histórico

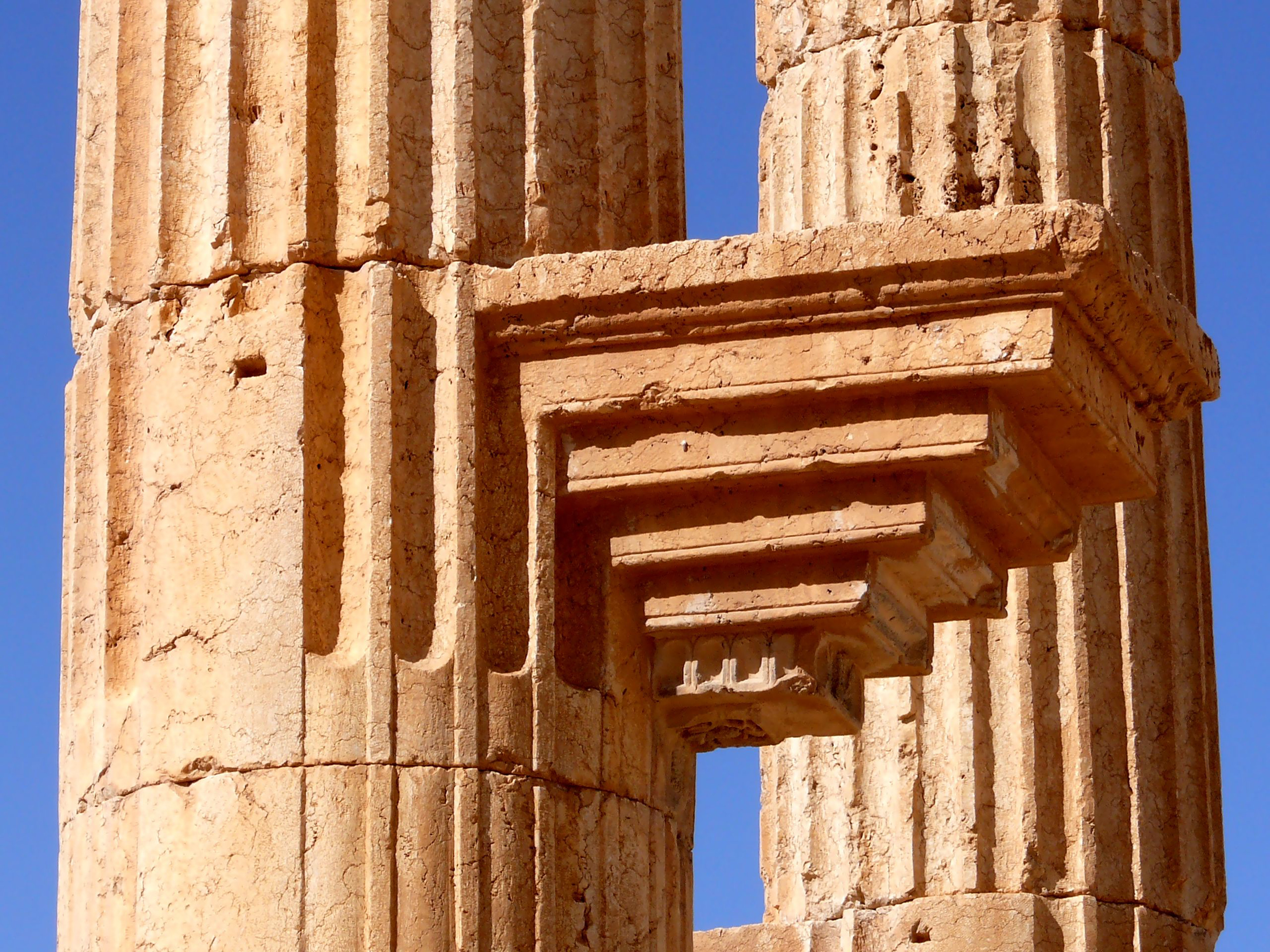
Suporte para estátua numa das colunas

As colunas mais antigas da colunata, especialmente na secção ocidental, foram construídas usando a técnica clássica opus emplectum. As colunas são constituídas por seis a oito pequenas secções. Esta técnica foi gradualmente substituída, a partir da década de 220 pelo que o historiador Marek Barański chamou opus Palmyrenum. Esta nova técnica, usada nas secções central e oriental da colunata, usava três segmentos mais compridos em vez dos anteriores curtos e permitia que a construção fosse significativamente mais rápida.
Nas colunas coríntias havia suportes decorativos que tinham inscrições ou estátuas de bronze de personalidades importantes. Em colunas erguidas em frente ao teatros foram descobertas inscrições com dedicatórias à rainha Zenóbia (r. 267–272) e ao seu marido Odenato (r. 252–267).